# Higuera la Real
Higuera la Real – gmina w Hiszpanii, w prowincji Badajoz, w Estramadurze, o powierzchni 125,64 km². W 2011 roku gmina liczyła 2461 mieszkańców.